# Angelika Kauffmann
Angelika Kauffmann (ur. 30 października 1741 w Chur, zm. 5 listopada 1807 w Rzymie) – szwajcarska malarka i portrecistka.

## Życiorys
Była córką i uczennicą malarza Josepha Johanna Kauffmanna (1707-1782). Od 1752 przebywała na stałe we Włoszech. W 1763 udała się do Rzymu, gdzie była uczennicą Johanna Joachima Winckelmanna, od 1765 r. przebywała w Londynie, 1781 wróciła z drugim mężem Antonio Zucchim do Włoch, gdzie później kierowała artystycznym wychowaniem księżniczek na dworze neapolitańskim.
Już w wieku 15 lat wykonywała w Mediolanie pastelowe portrety przyjmowane z uznaniem. W Londynie portretowała członków dworu i arystokracji. Malowała również wielu Polaków (m.in. Portret Heleny ze Stadnickich Męcińskiej, Portret Anny z Cetnerów Potockiej).
W portretach Angeliki Kauffmann, a także w obrazach o tematyce mitologicznej, wyraźnie zaznacza się wpływ sztuki antycznej i malarstwa angielskiego. Wyraźny jest również sentymentalizm i idealizm charakterystyczny dla nurtu neoklasycystycznego.
Po śmierci ojca w 1782 zamieszkała w Rzymie, a jej dom stał się ośrodkiem życia towarzyskiego i intelektualnego. Popiersie malarki znajduje się w rzymskim Panteonie.

## Obrazy
- Edgar i Elfryda
- Matka Grakchów
- Ofiara Messaliny
- Portret Anny z Cetnerów Potockiej (1791), Muzeum Pałacu Króla Jana III, Warszawa
- Portret Domeniki Morghen jako Tragedii i Maddaleny Volpato jako Komedii (Tragedia i Komedia) (1791), Muzeum Narodowe, Warszawa
- Portret Izabelli Sobolewskiej(?) (1765), olej, płótno, 62.5 × 51.2 cm, Muzeum Książąt Czartoryskich, Kraków
- Portret rodziny Ferdynanda IV Burbona, olej na płótnie 310 × 426 cm, Museo di Capodimonte, Neapol
- Portret Heleny ze Stadnickich Męcińskiej, Muzeum Narodowe, Warszawa
- Portret Krystyny Potockiej podlewającej kwiaty na grobie matki, Muzeum Pałacu Króla Jana III w Wilanowie, Warszawa
- Portret Krystyny z Rychłowskich Miaskowskiej ok. 1791, Muzeum Narodowe, Warszawa
- Powrót Arminiusza po zwycięstwie nad legią Warusa
- Sztuka malowania – cykl czterech obrazów z ok. 1780, 132 × 151 cm, Royal Academy of Arts, Londyn
- Westalka, Galeria Drezdeńska

## Wystawy
- „Retrospektive Angelika Kauffmann” (270 prac, ok. 450 ilustr.): Düsseldorf, Kunstmuseum (15.11.1998 – 24.01.1999); München, Haus der Kunst (5.02 – 18.04.1999); Chur, Bündner Kunstmuseum (8.05 – 11.07.1999)